# Ricard Canals
Pour les articles homonymes, voir Canals.
Ricard Canals i Llambi dit Ricard Canals (1876-1931) est un artiste peintre, graveur et illustrateur espagnol d'origine catalane.

## Biographie
Durant un bref passage à l'école de la Llotja, Ricard Canals, essentiellement autodidacte, se lie à Isidre Nonell, Ramon Pichot et Joaquín Mir, avec lesquels il peint en extérieur ; leur groupe sera connu sous le nom de Colla del Safrà. En 1896, Canals et Nonell vont peindre à Caldes de Boí,,.
En 1897, toujours avec Nonell, il se rend à Paris où il expose chez Le Barc de Boutteville et Dosbourg (1898), ; il présente la même année au salon de la Société nationale des beaux-arts, une toile intitulée Une course de taureau en Espagne et deux dessins ; il réside à Montmartre, et expose, de nouveau en 1899 et 1906, à la SNBA. Au cours de ce séjour parisien, il produit des illustrations pour des magazines tels que Le Rire. En 1903, il compose une eau-forte pour L'Estampe nouvelle intitulée Danse espagnole. Nonell retourne à Barcelone et Canals entre alors en lien avec la galerie Paul Durand-Ruel en 1902, qui l'expose à New York. Entre de longs séjours à Madrid, Séville et Grenade, il se lie d'amitié avec Pablo Picasso qu'il initie à la gravure. En 1907, il retourne définitivement à Barcelone.
Canals, bien que marqué par le style costumbrismo, subit l'influence d'Auguste Renoir. Sobre dans les portraits, plus décorative dans la figure et le paysage, sa peinture a une prédominance d'intonations douces, en particulier de vert bleuâtre. En 1905, Picasso exécute le portrait de Benedetta Bianco, qui deviendra plus tard l'épouse de Canals. L'année précédente, Canals avait peint Un palco en los toros, qui représentait la future compagne de Picasso, Fernande Olivier.
En 1910, il est nommé président de la section peinture de l'association nouvellement créée par ses soins, Les Arts i els Artistes . Il en est resté membre jusqu'à sa mort. L'organisation s'est dissoute en 1936. Il expose régulièrement au salon de Barcelone, une salle lui est même dédiée en 1920.
L'une de ses dernières œuvres fut de peindre le plafond de la salle du conseil municipal de Barcelone. Une grande exposition posthume eut lieu à la Sala Parés (en) en 1933.

## Conservation
- Art Institute of Chicago : La Fabrique de cigares à Séville (1899)
- Bibliothèque-musée Víctor Balaguer
- Milwaukee Art Museum : Femme sur un sofa (1906)
- Musée national d'Art de Catalogne

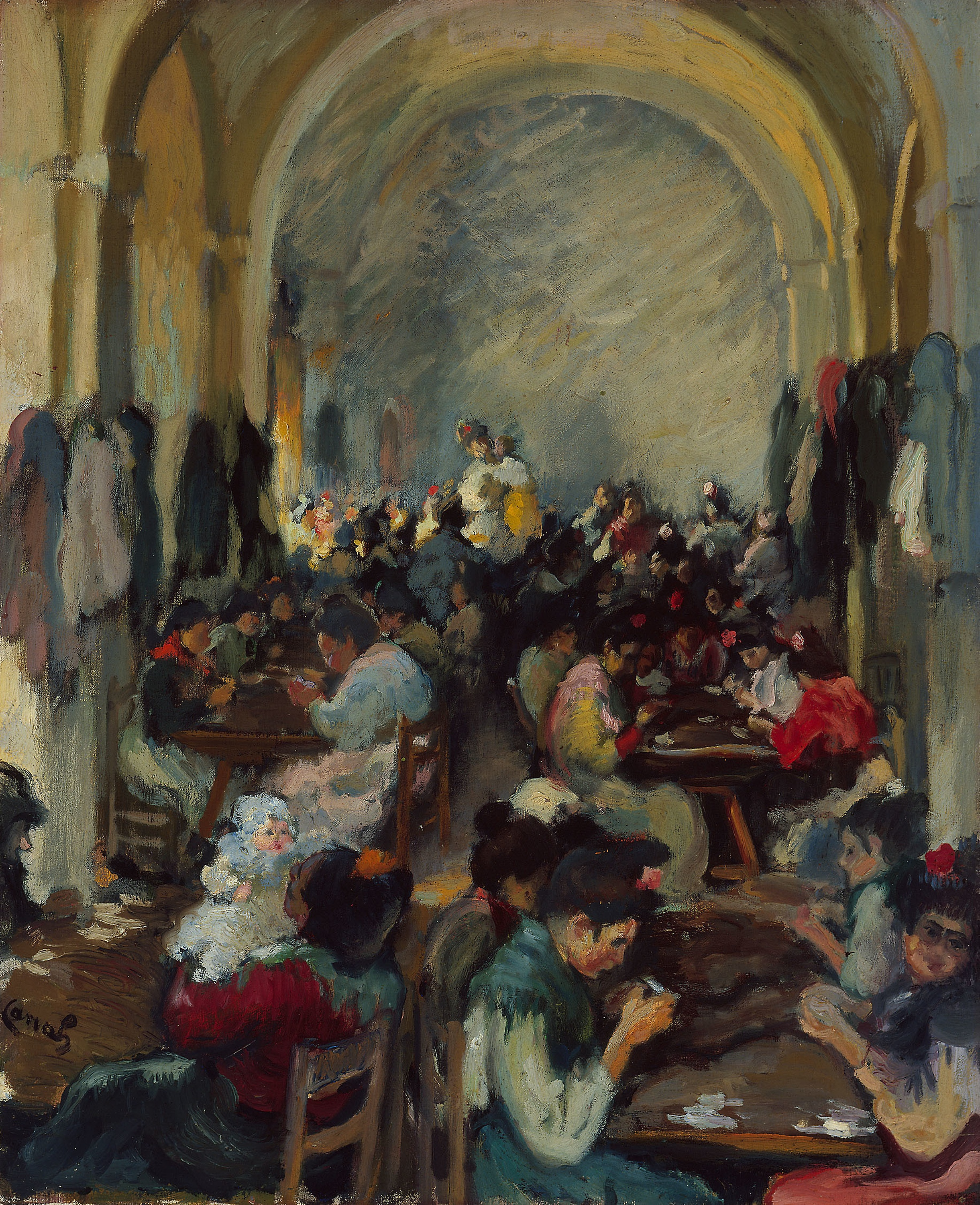
La Fabrique de cigares à Séville (1899).
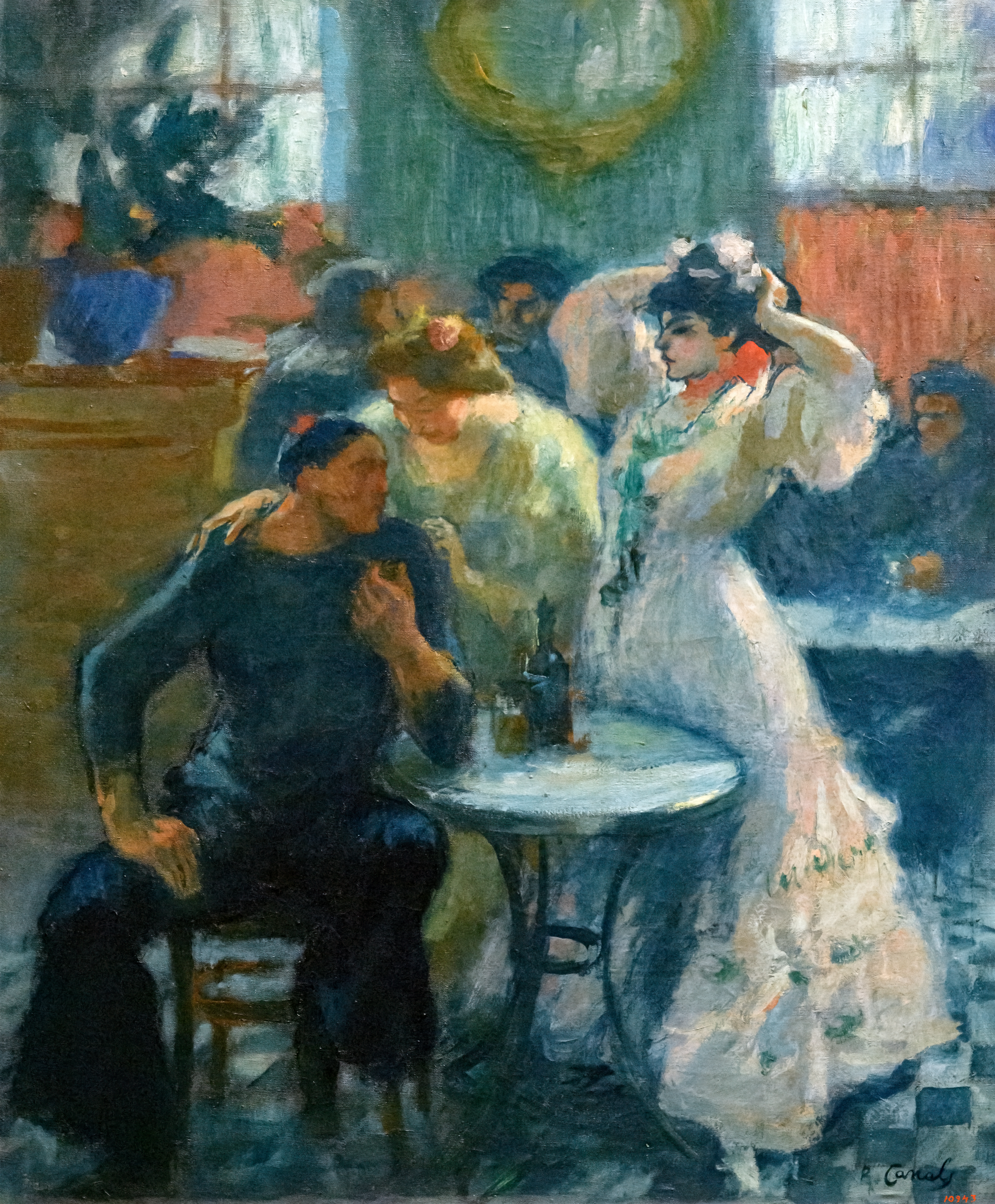
Au bar, 1910, Museu Nacional d'Art de Catalunya